# HD 211356
HD 211356，又名BD-02 5726，SAO 145989、HR 8495，是一颗恒星，视星等为6.15，位于銀經60.82，銀緯-44.98，其B1900.0坐标为赤經22h 11m 24.5s，赤緯-2° -44.98′ 40″。